# BW Большого Пса
BW Большого Пса (лат. BW Canis Majoris) — одиночная переменная звезда в созвездии Большого Пса на расстоянии приблизительно 7670 световых лет (около 2352 парсеков) от Солнца. Видимая звёздная величина звезды — от +13,4m до +12,3m.

## Характеристики
BW Большого Пса — пульсирующая переменная звезда типа RR Лиры (RRAB).